# Lycaena ottomanus
Lycaena ottomanus là một loài bướm thuộc họ Lycaenidae. Loài này có ở Albania, Bosnia và Herzegovina, Bulgaria, Hy Lạp, Hungary, Macedonia, Serbia và Montenegro, và Thổ Nhĩ Kỳ. Môi trường sống tự nhiên của chúng là rừng ôn đới và vùng cây bụi ôn đới. Chúng hiện đang bị đe dọa vì mất môi trường sống.

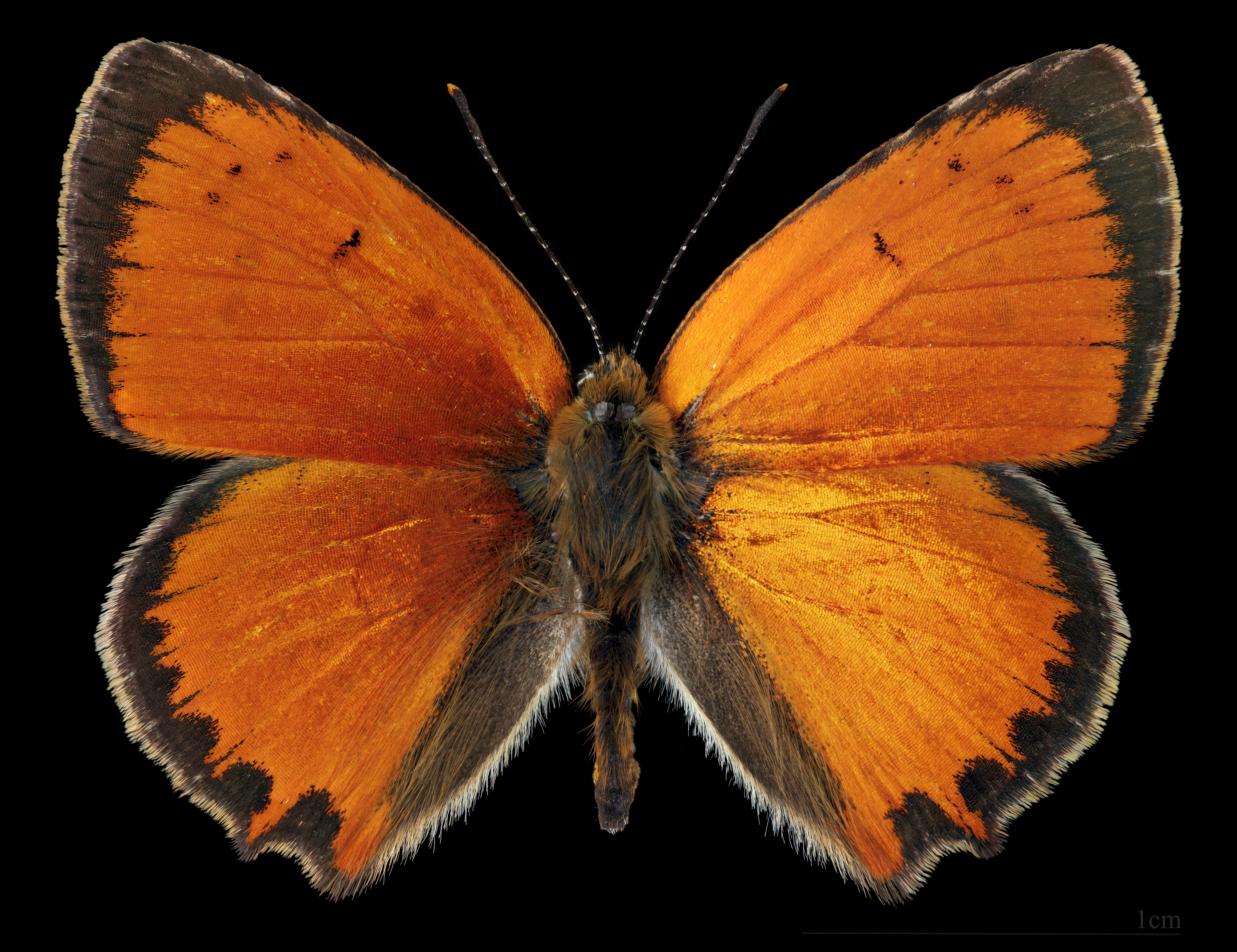
Lycaena ottomanus ♂
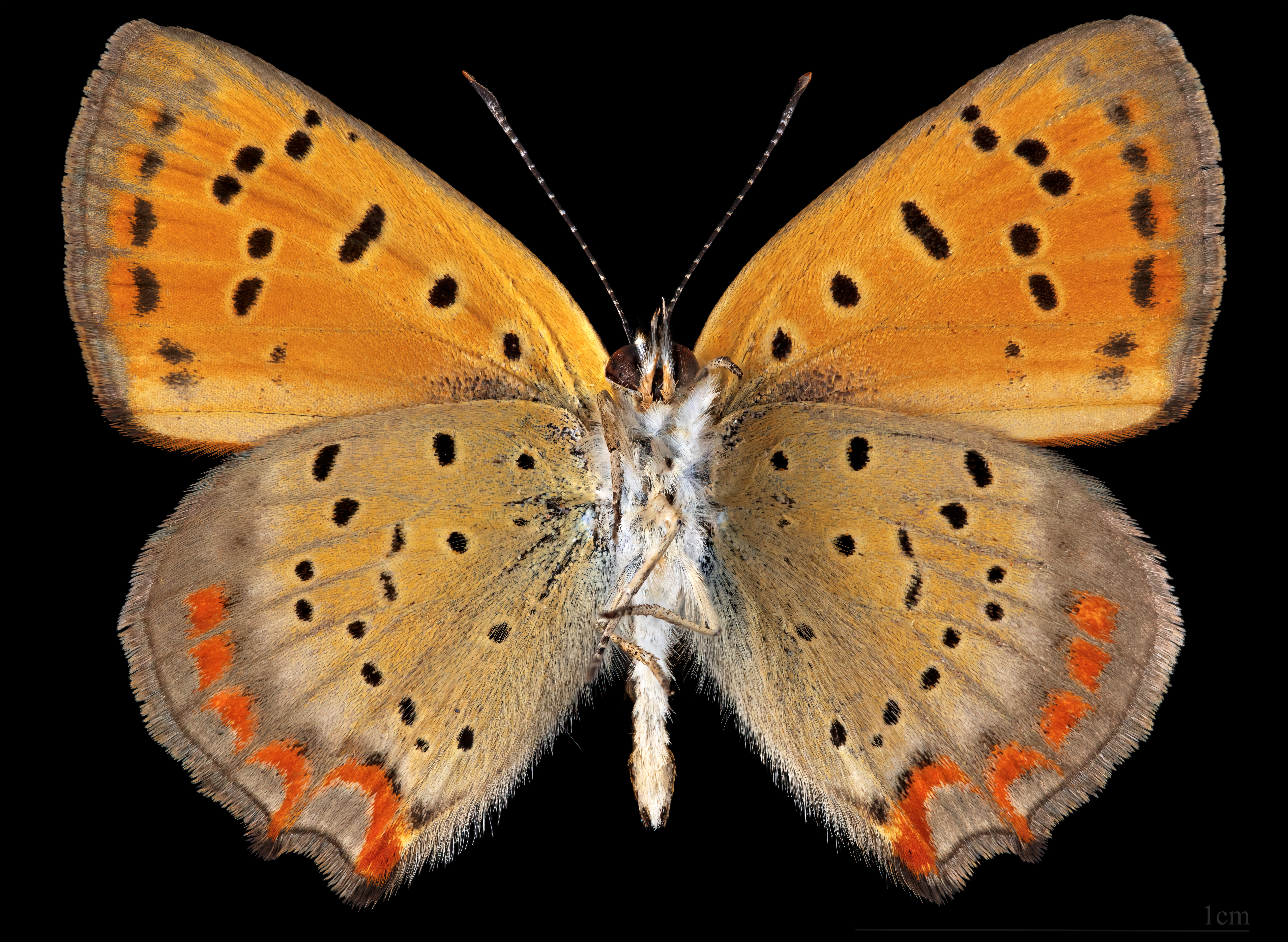
Lycaena ottomanus ♂  △